# 中国医学科学院药物研究所

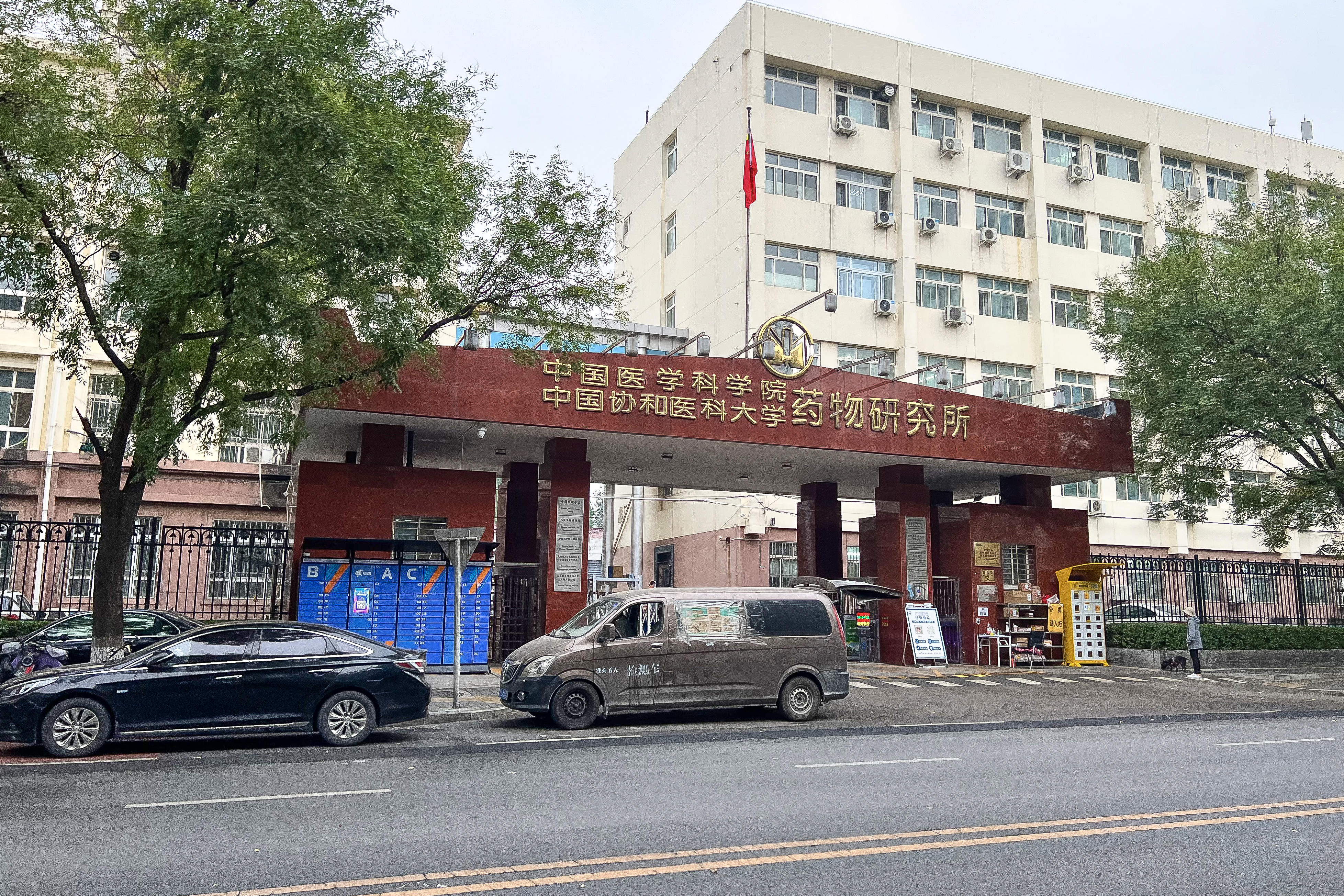
药物研究所

中国医学科学院药物研究所是中华人民共和国的一所药物科学研究机构，隶属于中国医学科学院北京协和医学院，1958年8月成立，前身为中央卫生研究院药物系及协和医学院药理学系。